# Décès en septembre 1959
Décès
- 1955
- 1956
- 1957
- 1958
- 1959
- 1960
- 1961
- 1962
- 1963

Pour une information complémentaire, voir la page d'aide.

| Date         | Nom          | Pays                   | Activités         | Âge | Source |
| ------------ | ------------ | ---------------------- | ----------------- | --- | ------ |
| 20 septembre | Olin Howland | Drapeau des États-Unis | Acteur américain. | 73  |        |